# Mád
Mád är en ort i Ungern.   Den ligger i provinsen Borsod-Abaúj-Zemplén, i den nordöstra delen av landet, 180 km öster om huvudstaden Budapest. Mád ligger 158 meter över havet och antalet invånare är 2 589.
Terrängen runt Mád är kuperad norrut, men söderut är den platt. Terrängen runt Mád sluttar söderut. Runt Mád är det ganska tätbefolkat, med 52 invånare per kvadratkilometer. Närmaste större samhälle är Szerencs, 6,6 km sydväst om Mád. Trakten runt Mád består till största delen av jordbruksmark.